# Prezydenci Hiszpanii

## Pierwsza Republika Hiszpańska(1873–1874)[1]
- tymczasowo

| #   | Imię i Nazwisko                     | Portret | Kadencja        | Kadencja        | Partia polityczna | Partia polityczna                            |
| #   | Imię i Nazwisko                     | Portret | Od              | Do              | Partia polityczna | Partia polityczna                            |
| --- | ----------------------------------- | ------- | --------------- | --------------- | ----------------- | -------------------------------------------- |
| −   | Nicolás María Rivero (1814–1878)    |         | 11 lutego 1873  | 12 lutego 1873  |                   | Partia Demokratyczno-Radykalna               |
| 1   | Estanislao Figueras (1819–1882)     |         | 12 lutego 1873  | 24 lutego 1873  |                   | Demokratyczna Federalna Partia Republikańska |
| -   | Estanislao Figueras (1819–1882)     |         | 24 lutego 1873  | 24 lutego 1873  |                   | Demokratyczna Federalna Partia Republikańska |
| -   | Cristino Martos y Balbí (1830-1893) |         | 24 lutego 1873  | 24 lutego 1873  |                   | Partia Demokratyczno-Radykalna               |
| (1) | Estanislao Figueras (1819–1882)     |         | 24 lutego 1873  | 11 czerwca 1873 |                   | Demokratyczna Federalna Partia Republikańska |
| 2   | Francisco Pi y Margall (1824–1901)  |         | 11 czerwca 1873 | 18 lipca 1873   |                   | Demokratyczna Federalna Partia Republikańska |
| 3   | Nicolas Salmerón (1838–1908)        |         | 18 lipca 1873   | 7 września 1873 |                   | Demokratyczna Federalna Partia Republikańska |
| 4   | Emilio Castelar (1832–1899)         |         | 7 września 1873 | 3 stycznia 1874 |                   | Demokratyczna Federalna Partia Republikańska |
| 5   | Francisco Serrano (1810–1885)       |         | 3 stycznia 1874 | 30 grudnia 1874 |                   | Partia Konstytucyjna                         |

## Druga Republika Hiszpańska(1931–1939)
- tymczasowo

| # | Imię i Nazwisko                   | Portret | Kadencja             | Kadencja             | Partia polityczna | Partia polityczna              |
| # | Imię i Nazwisko                   | Portret | Od                   | Do                   | Partia polityczna | Partia polityczna              |
| - | --------------------------------- | ------- | -------------------- | -------------------- | ----------------- | ------------------------------ |
| − | Niceto Alcalá-Zamora (1887–1949)  |         | 14 kwietnia 1931     | 14 października 1931 |                   | Koalicja Republikańska         |
| − | Manuel Azaña (1880–1940)          |         | 14 października 1931 | 11 grudnia 1931      |                   | Koalicja Republikańska         |
| 1 | Niceto Alcalá-Zamora (1887–1949)  |         | 11 grudnia 1931      | 7 kwietnia 1936      |                   | Republikańska Partia Postępowa |
| − | Diego Martínez Barrio (1883–1962) |         | 8 kwietnia 1936      | 11 maja 1936         |                   | Unia Republikańska             |
| 2 | Manuel Azaña (1880–1940)          |         | 11 maja 1936         | 3 marca 1939         |                   | Lewica Republikańska           |
| − | Segismundo Casado (1893–1968)     |         | 5 marca 1939         | 6 marca 1939         |                   | wojskowy                       |
| − | José Miaja (1878–1958)            |         | 6 marca 1939         | 28 marca 1939        |                   | wojskowy                       |

## Prezydenci Republiki Hiszpańskiej na uchodźstwie (1939–1977)
- tymczasowo

| # | Imię i Nazwisko                     | Portret | Kadencja          | Kadencja          | Partia polityczna | Partia polityczna    |
| # | Imię i Nazwisko                     | Portret | Od                | Do                | Partia polityczna | Partia polityczna    |
| - | ----------------------------------- | ------- | ----------------- | ----------------- | ----------------- | -------------------- |
|   | Diego Martínez Barrio (1883–1962)   |         | 4 marca 1939      | 1 stycznia 1962   |                   | Unia Republikańska   |
| 2 | Luis Jiménez de Asúa (1889–1970)    |         | 1 stycznia 1962   | 16 listopada 1970 |                   | PSOE                 |
| 3 | José Maldonado González (1900–1985) |         | 16 listopada 1970 | 21 czerwca 1977   |                   | Lewica Republikańska |